# Joaquín Nin
Joaquín Nin, oppure Joaquín Nin y Castellanos (L'Avana, 29 settembre 1879 – L'Avana, 24 ottobre 1949), è stato un compositore, musicologo e pedagogo cubano.

## Biografia
Joaquín Nin nacque il 29 Settembre 1879, a L'Avana, da padre catalano, Joaquin Nin Tudó, approfondì le sue conoscenze musicali in Europa, a Barcellona, dove visse sin da infante e nel 1896 fu nominato vice direttore dell'Istituto Catalano di Musica, e a Parigi, dove studiò sotto la guida di Moritz Moszkowski (1854-1925) per il pianoforte e di Vincent d'Indy (1851-1931) per la composizione, e dove successivamente assunse la carica di professore di piano alla Scola Cantorum nel 1906.
Dopo aver soggiornato per qualche anno a Cuba ed a Berlino, si stabilì a Bruxelles e, in seguito, a Parigi.
Joaquin Nin era nato a L'Avana, quando l'isola era una colonia spagnola, quando vi morì, nel 1949, Cuba era diventata una repubblica indipendente.
Joaquín Nin artisticamente è stato vicino sia alla musica spagnola sia a quella cubana. La sua opera si ispirò al canto popolare e alla musica barocca spagnola.
Ugualmente importanti sono le sue opere per violino e piano composte prevalentemente, alla fine degli anni venti, in un momento di grande fermento per la cultura spagnola.
Insieme alla sua attività di pedagogo, ha offerto concerti come interprete di repertori storici, facendo conoscere l'opera delle più importanti scuole musicali del XVI secolo.
Come musicologo e pianista si interessò a opere antiche di clavicembalo di compositori inglesi, italiani, francesi, tedeschi. Si è dedicato alla ricostruzione storica di opere di autori francesi come  François Couperin, Jean-Philippe Rameau e Louis-Claude Daquin, oltre che di 33 antiche sonate di autori spagnoli, che comprendono opere del padre Antonio Soler, Mateu Ferrer i Oller, Mateo Albéniz, Cantallos, precedute da un approfondito studio storico intitolato Seize Sonates Anciennes d’Auteurs Espagnols (1925), Dix-sept sonates et piecès anciennes d’auteurs espagnols (1928),  Siete cantos líricos españoles antiguos (1926) e Siete canciones picarescas españolas antiguas (1926).
Nel corso della sua carriera, ebbe contatti e rapporti di amicizia e di lavoro con numerosi musicisti, quali Felipe Pedrell (1841-1922), Vincent d'Indy, Enrique Granados (1867-1916), Maurice Ravel (1875-1937), Manuel de Falla (1876-1946), Georges Jean-Aubry (1882-1950) e Adolfo Salazar (1890-1958).
Compose opere per diversi generi: musica strumentale solista, soprattutto per pianoforte, musica da camera e vocale con accompagnamento, quali Suite de valses lyriques, Danza ibérica,e si distinse nell'ambito del camerismo, per un gusto secco e prezioso vicino a quello di Manuel de Falla.
Pubblicò numerosi studi sulla musica, tra i quali i suoi saggi su etica e filosofia dell'arte e altri soggetti che sono stati pubblicati da molti giornali europei e latino-americani, tra cui Guide musical, Monde Musical, Courrier Musical, Pro-Arte Musical y Musicalia.
Dal matrimonio con la prima moglie, la cantante Rosa Culmell nacquero il famoso compositore e pianista Joaquín Nin Culmell, e l'attrice e scrittrice Anaïs Nin.

## Opere
- Veinte cantos populares españoles, voce e piano 1923;
- Danza ibérica, piano, 1926;
- En el jardín de Lindaraja, violino, piano, 1927;
- Cadena de valses, piano, 1929;
- Canto elegíaco, per mezzosoprano e orchestra, 1929;
- Cinco comentarios, violino e piano, 1929;
- Mensaje a Claudio Debussy, abbozzo sinfonico per piano,  1929;
- Segunda danza ibérica, piano, 1930;
- Diez villancicos españoles, voce e piano, 1932;
- Variaciones sobre un tema frívolo, piano, 1933;
- Le chant du veilleur, per mezzosoprano, violino e piano, 1937;
- Canto de cuna para los huérfanos de España, piano, 1939;
- Minué en estilo antiguo ("De Murcia", "De Andalucía", "De Castilla"), quartetto di liuti, piano, 1940.